# Ptilochaeta
Ptilochaeta es un género con seis especies de plantas con flores  perteneciente a la familia Malpighiaceae. Es originario de Sudamérica. El género fue descrito por  Porphir Kiril Nicolai Stepanowitsch Turczaninow  y publicado en Bulletin de la Société Impériale des Naturalistes de Moscou  16: 52, en el año 1843. La especie tipo es Ptilochaeta bahiensis Turcz.

## Especies
- Ptilochaeta bahiensis Turcz.
- Ptilochaeta densiflora Nied.
- Ptilochaeta diodon Nees
- Ptilochaeta elegans
- Ptilochaeta glabra 	Nied.
- Ptilochaeta nudipes Griseb.